# In Case You Didn’t Know
In Case You Didn't Know – drugi album angielskiego wokalisty Olly’ego Mursa, wydany w listopadzie 2011 roku przez wytwórnie płytowe Epic Records oraz Syco Music. Album zawiera 13 premierowych utworów wokalisty. Krążek uzyskał status potrójnej platynowej płyty w Wielkiej Brytanii i podwójnej w Irlandii. Pierwszym singlem z płyty został utwór "Heart Skips a Beat", który zajął 1. miejsce na prestiżowej liście przebojów UK Singles Chart.
W pierwszym tygodniu po premierze album rozszedł się w 148,000 egzemplarzy dzięki czemu uplasował się na 1. miejscu UK Albums Chart.

## Lista utworów
| #   | Tytuł | Czas |
| --- | --- | ---- |
| 1.  | "Heart Skips a Beat" (featuring Rizzle Kicks) Autor: Alex Smith, Samuel Preston, Jim Eliot, Jordan Stephens, Harley Alexander-Sule | 3:26 |
| 2.  | "Oh My Goodness" Autor: Adam Argyle, Martin Brammer, Murs                                                                          | 3:05 |
| 3.  | "Dance with Me Tonight" Autor: Murs, Claude Kelly, Steve Robson                                                                    | 3:23 |
| 4.  | "I've Tried Everything" Autor: Argyle, Brammer, Murs                                                                               | 3:25 |
| 5.  | "This Song is About You" Autor: Murs, Kelly, Robson                                                                                | 3:46 |
| 6.  | "In Case You Didn't Know" Autor: Murs, Kelly, Robson                                                                               | 3:26 |
| 7.  | "Tell the World" (featuring Bayku) Autor: Andrew Frampton, Patrick Jordan-Patrikios, Abeeku 'Bayku' Ribeiro, Murs                  | 3:47 |
| 8.  | "I'm OK" Autor: Murs, Smith, Hector                                                                                                | 3:46 |
| 9.  | "Just Smile" Autor: Murs, Karen Poole, Matt Prime                                                                                  | 3:45 |
| 10. | "On My Cloud" Autor: Murs, Mark Taylor, Preston                                                                                    | 2:24 |
| 11. | "I Don't Love You Too" Autor: Murs, Kelly, Robson                                                                                  | 4:05 |
| 12. | "Anywhere Else" Autor: Murs, Smith, Hector                                                                                         | 3:25 |
| 13. | "I Need You Now" Autor:Argyle, Brammer, Murs                                                                                       | 3:27 |

## Notowania i certyfikaty
| Lista (2011–2012)               | Najwyższa pozycja |
| ------------------------------- | ----------------- |
| Belgium Albums Chart (Flandria) | 146               |
| German Albums Chart             | 18                |
| Irish Albums Chart              | 2                 |
| Polish Albums Chart             | 68                |
| Scottish Albums Chart           | 2                 |
| Swedish Albums Chart            | 10                |
| Swiss Albums Chart              | 19                |
| UK Albums Chart                 | 1                 |

| Kraj                  | Certyfikat | Sprzedaż |
| --------------------- | ---------- | -------- |
| Wielka Brytania (BPI) | 3× Platyna | 900,000+ |
| Irlandia (IRMA)       | 2× Platyna | 30,000+  |

## Historia wydania
| Kraj              | Data              | Format               | Wytwórnia                |
| ----------------- | ----------------- | -------------------- | ------------------------ |
| Irlandia          | 25 listopada 2011 | CD, Digital download | Syco Music, Epic Records |
| Wielka Brytania   | 28 listopada 2011 | CD, Digital download | Syco Music, Epic Records |
| Polska            | 16 stycznia 2012  | CD, Digital download | Sony Music               |
| Niemcy            | 9 marca 2012      | CD, Digital download | Sony Music               |
| Francja           | 2 kwietnia 2012   | CD, Digital download | Sony Music               |
| Stany Zjednoczone | 25 września 2012  | CD, Digital download | Columbia                 |